# Novoselci (żupania sisacko-moslawińska)
Novoselci – wieś w Chorwacji, w żupanii sisacko-moslawińskiej, w gminie Sunja. W 2011 roku liczyła 38 mieszkańców.